# Râul Buta, Lotru
Râul Buta sau Pârâul lui Buta este un curs de apă, afluent al râului Lotru. 

## Hărți
- Harta Munții Lotrului  Arhivat în 6 mai 2008, la Wayback Machine.